# Olympia Rupēs
Olympia Rupēs és una formació geològica de tipus rupes a la superfície de Mart, localitzada amb el sistema de coordenades planetocèntriques a 86.2 latitud N i 244.41 ° longitud E, que fa 1.197,04 km de diàmetre. El nom va ser aprovat per la UAI el 25 de juliol de 2007 i fa referència a una característica d'albedo.